# Aelianus
Aelianus is een geslacht van kevers uit de familie bladkevers (Chrysomelidae).
De wetenschappelijke naam van het geslacht werd in 1892 gepubliceerd door Martin Jacoby.

## Soorten
- Aelianus scutellatus Jacoby, 1892